# Meoto iwa
Meoto iwa (夫婦岩, les « Rochers mariés ») sont un couple de petits rochers (stacks) situés dans la mer face à Ise dans la préfecture de Mie au Japon. Ils sont liés par un shimenawa (corde sacrée en paille de riz) et sont considérés comme sacrés par les fidèles du sanctuaire shinto voisin, Futami Okitama-jinja (二見興玉神社).

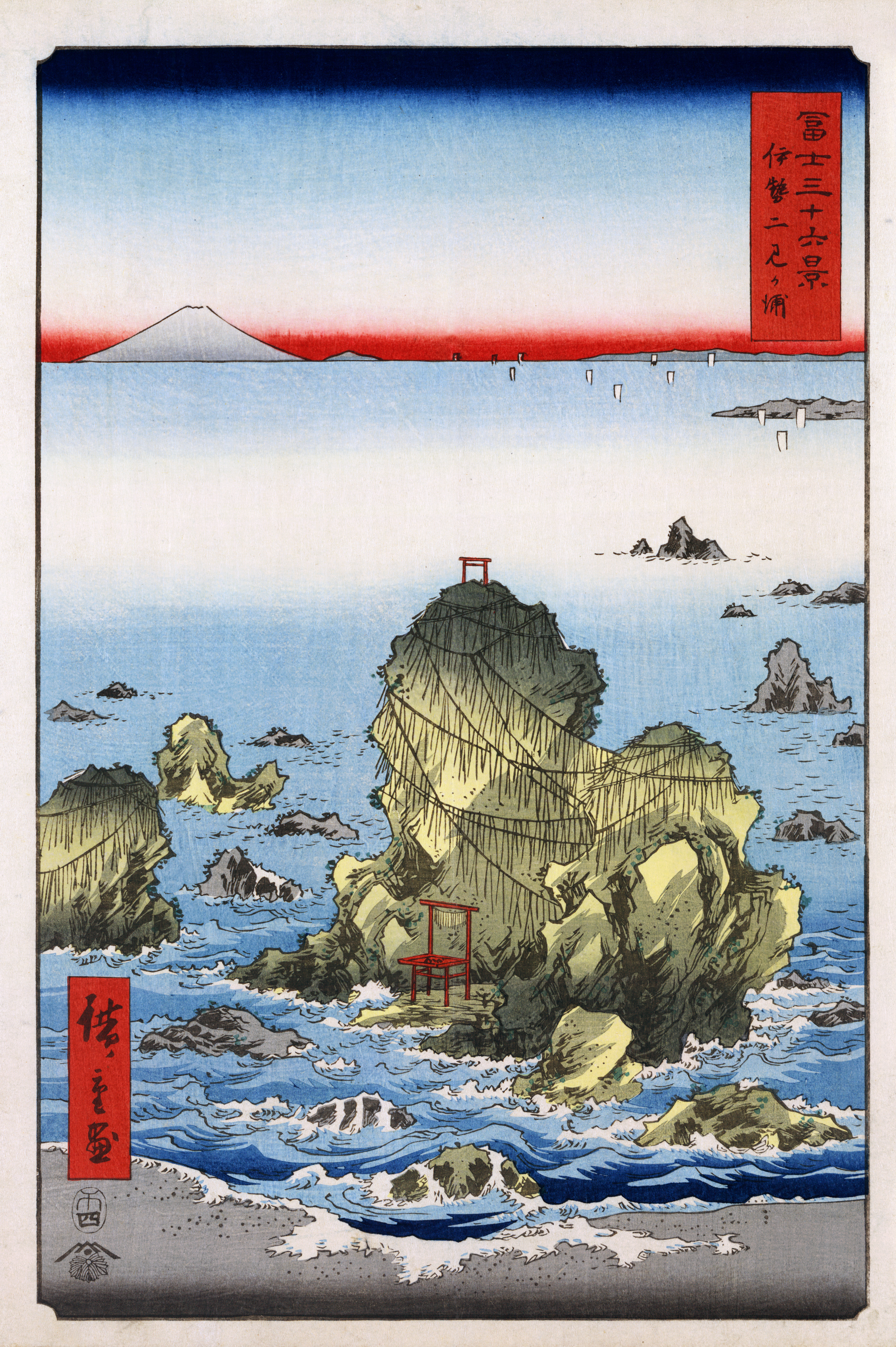
Estampe de Hiroshige (1858).

Les rochers représentent l'union entre l'homme et la femme dans le mariage. La corde, qui pèse plus d'une tonne, doit être remplacée plusieurs fois dans l'année lors d'une cérémonie particulière. Le rocher le plus large, dont on dit qu'il représente l'homme, porte un petit torii sur son pic.
Au mois de juin, le soleil se lève entre les deux rochers, attirant de nombreux photographes.